# Constantin Neagu
 Constantin Neagu (n. 20 septembrie 1865 – d. secolul al XX-lea) a fost unul dintre coloneii Armatei României, care a exercitat comanda unor mari unități și unități militare, pe timp de război, în perioada Primului Război Mondial și operațiilor militare postbelice. 
A îndeplinit funcții de colonel de regiment în campaniile din anii 1916-1918.

## Cariera militară
Constantin Neagu a ocupat diferite poziții în cadrul unităților de cavalerie ale Armatei Române, avansând până în anul 1916 la gradul de colonel. 	
În perioada Primului Război Mondial a îndeplinit funcția de colonel al  Regimentului 11 Roșiori :p. 240, 288
În cadrul acțiunilor militare postbelice, a fost colonel al  Brigăzii 3 Roșiori.:p. 311

## Decorații
- Ordinul „Coroana României”, în grad de ofițer (1911)
- Medalia Bărbăție și Credință, cu distincția „Campania din Bulgaria 1913” (1913)